# 三崎漁港

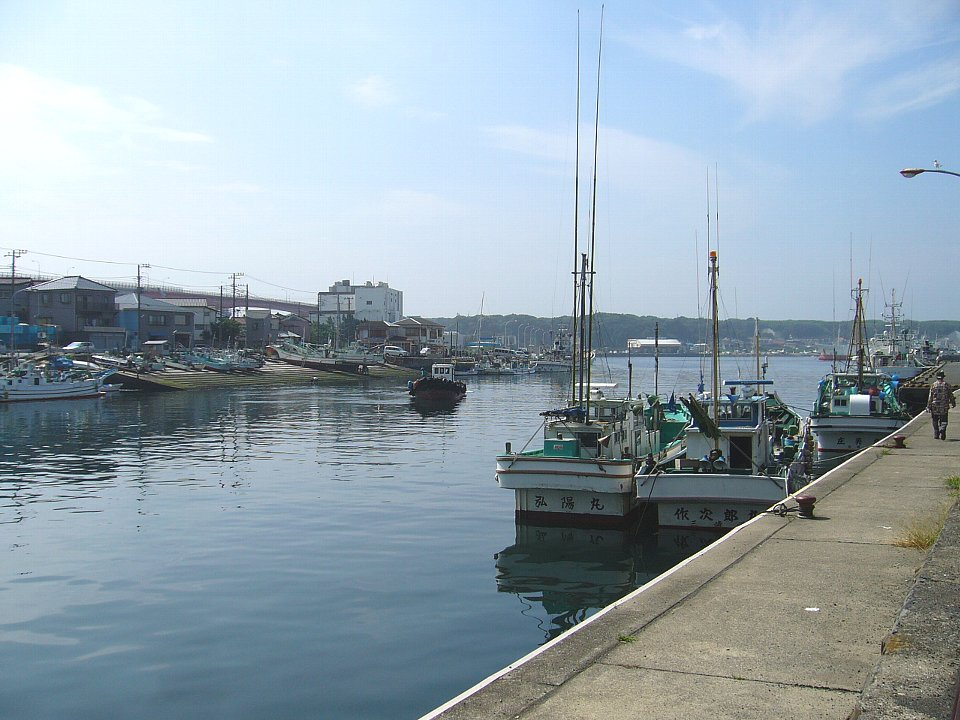
三崎漁港

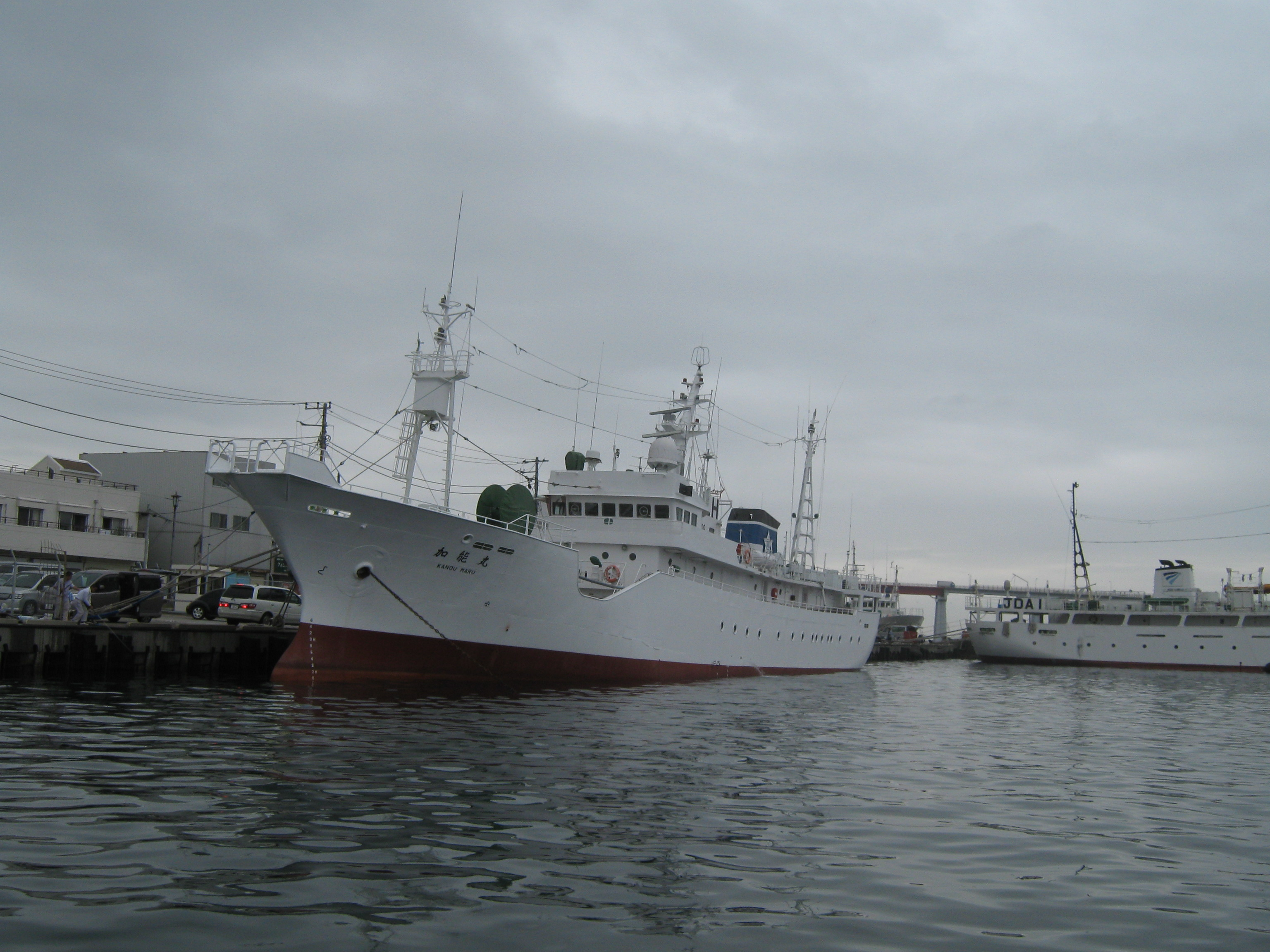
三崎漁港に停泊する水産庁の船舶

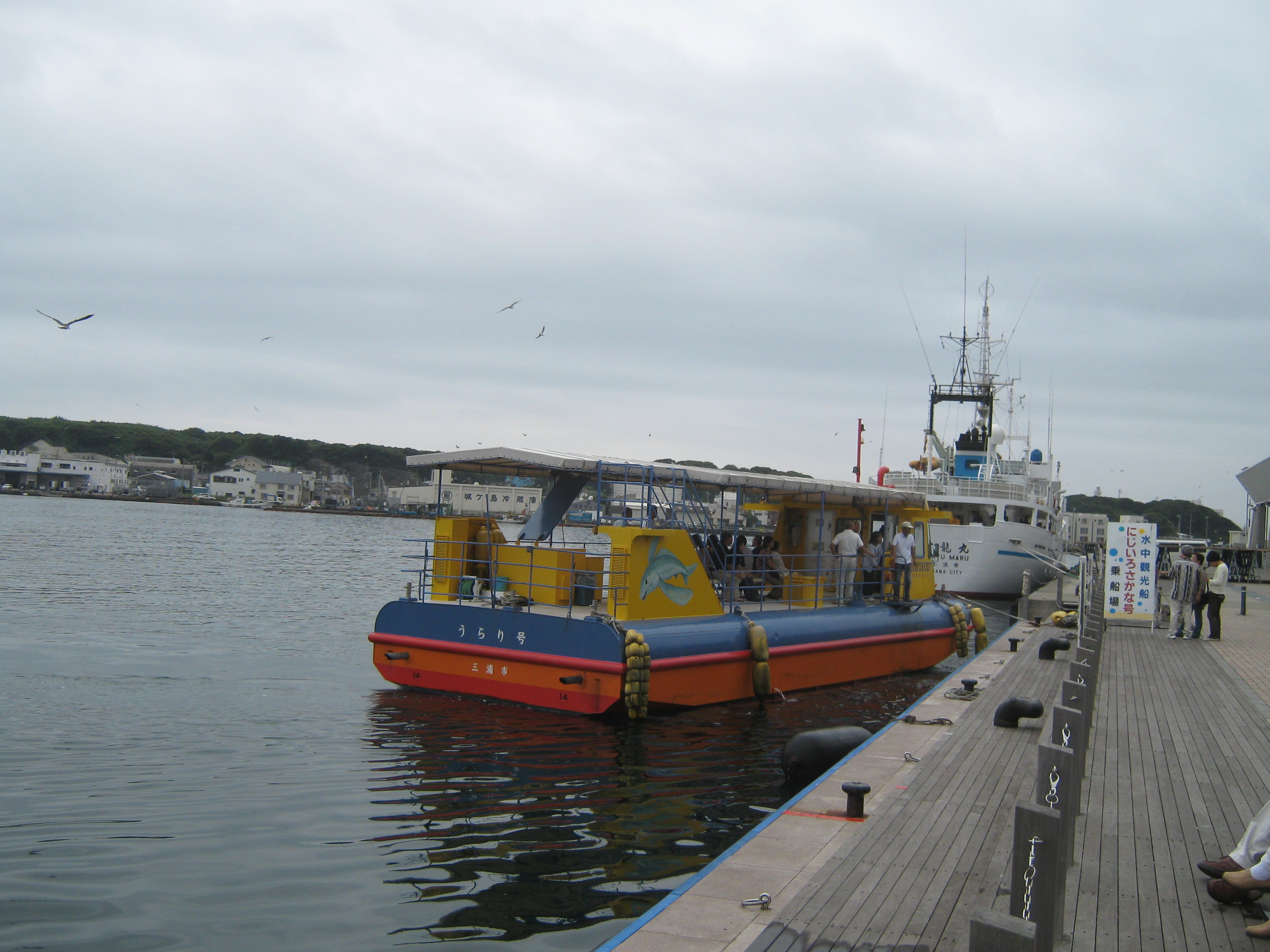
三崎漁港に停泊する遊覧船「にじいろさかな号」

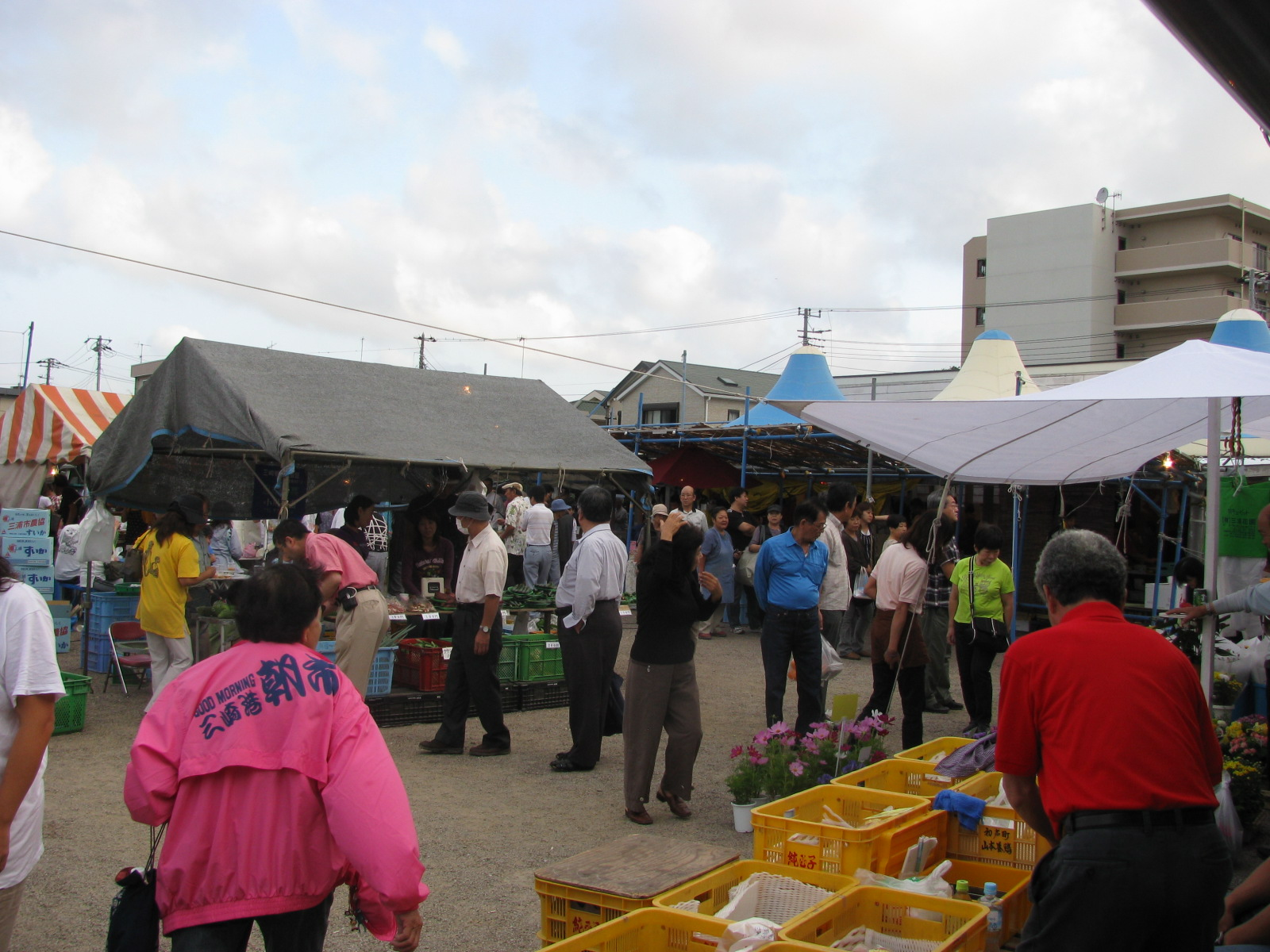
三崎朝市

三崎漁港（みさきぎょこう）は、神奈川県三浦市三崎にある漁港。特定第3種漁港に指定されている。
東京湾の入口に位置し、城ヶ島に遮蔽されている特徴がある。日本有数のマグロ基地とされ、全国に13しかない特定第3種漁港に指定されている。2003年（平成15年）の水揚量は49,084トンであり、全国の漁港の中で18位だった。2012年（平成24年）の神奈川県全体の水揚量は33,363トンだったが、三崎漁港は神奈川県全体の54%を占めていた。

## 歴史

### 近世・近代
室町時代の応仁年間（1467年～1469年）以降、紀伊半島の漁師が季節的にこの地域に出漁し、また彼らが集団で移住したことによって漁村集落が形成された。
江戸時代には廻船の寄港地や風待港として栄え、また相模湾岸の漁村から魚介類を集めて江戸に送る物資の集散地としても栄えた。神奈川県内のみならず近隣県や三重県・徳島県・高知県・宮城県などの漁船も吸収し、戦前にはマグロ漁業の大根拠地となると、1938年（昭和13年）から1939年（昭和14年）には全国に先駆けて南洋漁場に進出した。
1922年（大正11年）8月には三崎町営魚市場（後の三浦市三崎魚市場、現在の三浦市三崎水産物地方卸売市場）が設立され、1929年（昭和4年）には神奈川県有埋立地に移転した。

### 現代
太平洋戦争後には大資本を受け入れたことで復興が目覚ましく、日本最大のマグロ漁港として躍進した。1951年（昭和26年）10月17日には第3種漁港に指定され、1960年（昭和35年）3月21日には特定第3種漁港に指定されている。
この間、1957年（昭和32年）6月12日には、昭和天皇、香淳皇后の行幸啓があり、魚市場や城ヶ島大橋建設現場の視察（遠望）が行われた。
漁業地理学者の土井仙吉によると、1968年（昭和43年）時点の日本の主要なマグロ漁港は焼津漁港、清水漁港、三崎漁港などであり、マグロ類は内地の総水揚量の78%がこの3港に集中していた。1946年（昭和21年）から1954年（昭和29年）頃までは三崎漁港が日本最大のマグロ漁港だったが、1955年（昭和30年）以降は焼津漁港を下回っており、1961年（昭和36年）以降は清水漁港も下回っている。所属船が著しく大型化したことで、三崎漁港に水揚げすることなく大西洋沿岸諸国に水揚げするようになったためである。1968年（昭和43年）には新たな三崎漁港市場が完成した。
1994年（平成6年）3月には三崎漁港市場が現在地に移転した。2007年（平成19年）には三崎における"幻のご当地グルメ"とされていた三崎まぐろ拉麺が復興された。2009年（平成21年）以降は京浜急行電鉄（京急）が企画乗車券としてみさきまぐろきっぷを販売しており、三崎マグロを主とした観光客誘致を行っている。

## 漁港概要
- 管理者 - 神奈川県
- 漁業協同組合 - みうら・城ヶ島・諸磯
- 組合員数 - 940名（2001年12月時点）
- 漁港番号 - 2130010
- 水揚量 - 49,084t（2003年）

## 主な魚種
- カジキ - 2004年度（平成16年度）陸揚量全国2位
- キンメダイ - 2004年度（平成16年度）陸揚量全国2位
- ブリ - 2004年度（平成16年度）陸揚量全国2位
- マグロ - 2004年度（平成16年度）陸揚量全国2位
- サメ - 2004年度（平成16年度）陸揚量全国5位
- タイ類 - 2004年度（平成16年度）陸揚量全国5位

## 主な漁業
- はえなわ（遠洋マグロはえなわ）
- 海面養殖業（ブリ）
- 定置網
- 海面養殖業（鯛）

## 港周辺
漁港周辺にはマグロ料理などの店が並び、東京から気軽に訪れられる日帰り観光地として人気がある。
- 城ヶ島
- 海南神社

## 交通
- 京急久里浜線三崎口駅より京浜急行バス三崎港下車すぐ

## ロケ地
- 「志村＆所の戦うお正月2012」- ペーパードライバー対決　最終チェックポイント（テレビ朝日）